# Liste der Biografien/Leie
Liste der Biografien |
Portal Biografien |
Personensuche
# |
A |
B |
C |
D |
E |
F |
G |
H |
I |
J |
K |
L |
M |
N |
O |
P |
Q |
R |
S |
T |
U |
V |
W |
X |
Y |
Z |
?
 
La |
Lb |
Lc |
Le |
Lg |
Lh |
Li |
Lj |
Ll |
Lm |
Lo |
Lp |
Lt |
Lu |
Lv |
Lw |
Lx |
Ly |
Lz
 
Lea |
Leb |
Lec |
Led |
Lee |
Lef |
Leg |
Leh |
Lei |
Lej |
Lek |
Lel |
Lem |
Len |
Leo |
Lep |
Leq |
Ler |
Les |
Let |
Leu |
Lev |
Lew |
Lex |
Ley |
Lez
 
Leia |
Leib |
Leic |
Leid |
Leie |
Leif |
Leig |
Leih |
Leij |
Leik |
Leil |
Leim |
Lein |
Leip |
Leir |
Leis |
Leit |
Leiu |
Leiv |
Leiw |
Leix |
Leiz
Die Liste der Biografien führt alle Personen auf, die in der deutschsprachigen Wikipedia einen Artikel haben. Dieses ist eine Teilliste mit 6 Einträgen von Personen, deren Namen mit den Buchstaben „Leie“ beginnt.

## Leie

### Leien
- Leienbach, Gerd (* 1946), deutscher Radiomoderator und SchlagersängerGerd Leienbach (* 1946)

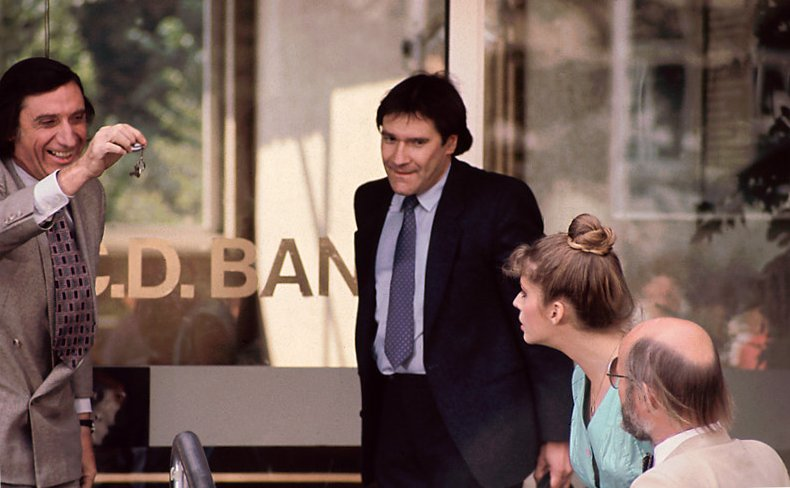
Gerd Leienbach (* 1946)

- Leiendecker, Helmut (* 1952), deutscher Musiker, Schauspieler und Trierer Original
- Leiendecker, Lothar (* 1953), deutscher Fußballspieler

### Leier
- Leier, Taylor (* 1994), kanadischer Eishockeyspieler
- Leierer, Helmut (* 1931), österreichischer Architekt
- Leierseder, Willibald (1930–2015), deutscher Priester und Beauftragter der Bayerischen Bischofskonferenz für Hörfunk und Fernsehen beim Bayerischen Rundfunk